# Платинапразеодим
Платинапразеодим — бинарное неорганическое соединение
платины и празеодима
с формулой PrPt,
кристаллы.

## Получение
- Сплавление стехиометрических количеств чистых веществ:

{\displaystyle {\mathsf {Pt+Pr\ {\xrightarrow {1800^{o}C}}\ PrPt}}}

## Физические свойства
Платинапразеодим образует кристаллы
ромбической сингонии,
пространственная группа P nma,
параметры ячейки a = 0,7294 нм, b = 0,4560 нм, c = 0,5698 нм, Z = 4,
структура типа борида железа FeB
.
При температуре 1360°С в структуре происходит фазовый переход .
Соединение конгруэнтно плавится при температуре ≈1800°С .